# Světový pohár v biatlonu 2019/2020
Světový pohár v biatlonu 2019/2020 byl 43. ročníkem světového poháru pořádaným Mezinárodní biatlonovou unií (IBU). Začal 30. listopadu 2019 ve švédském Östersundu a skončil předčasně 14. března 2020 ve finském Kontiolahti. Jeho součástí jsou závody v Novém Městě na Moravě v březnu 2020. Celkem na biatlonisty čekalo 9 zastávek světového poháru. 
Hlavní událostí tohoto ročníku bylo mistrovství světa v italské Antholz-Anterselvě v únoru 2020. 
Další významnou událostí sezony – ovšem mimo světový pohár – bylo mistrovství Evropy v estonském Otepäe.
Celkové vítězství z předchozí sezóny obhájili Nor Johannes Thingnes Bø a Italka Dorothea Wiererová, když si oba vítězství zajistili až v poslední závodě sezóny a díky jen minimálním bodovým rozdílům (2, resp. 6 bodů). Johannes Thingnes Bø obhájil také prvenství v závodě s hromadným startem, ve sprintu a individuálním závodě triumfoval Francouz Martin Fourcade a ve stíhacích závodech Émilien Jacquelin; v ženách vyhrála malý křišťálový globus za sprint Němka Denise Herrmannová, za stíhací závod Tiril Eckhoffová, za závod s hromadným startem celková vítězka Wiererová a za vytrvalostní závod Švédka Hanna Öbergová. Mužské, ženské i smíšené štafety vyhrály norské týmy.
Z důvodu zabránění šíření virové pandemie covidu-19 došlo k významným změnám v programu posledních tří podniků: závody v Nové Městě na Moravě a ve finském Kontiolahti se konaly bez diváků; závody v norském Hollmenkolenu byly bez náhrady zrušeny.
Po této sezóně skončili s reprezentační kariérou především dva významní závodníci, několikanásobní vítězové celkového pořadí světového poháru, Finka Kaisa Mäkäräinenová a Francouz Martin Fourcade. Z dalších to byli Rakušan Dominik Landertinger, Francouzka Celia Aymonierová, Němka Nadine Horchlerová, Norka Synnøve Solemdalová, Italka Alexia Runggaldierová, Švýcar Mario Dolder nebo Slovenka Terezia Poliakova. Z českých reprezentantů skončili Veronika Vítková, Michal Šlesingr a Ondřej Hošek.

## Program
Program Světového poháru v biatlonu 2019/2020:
| ČSP     | Místo konání              | Datum konání                     | Sprint  | Stíhací závod | Závod s hromadným startem | Vytrvalostní závod | Štafeta | Smíšená štafeta | Smíšený závod dvojic |         |
| ------- | ------------------------- | -------------------------------- | ------- | ------------- | ------------------------- | ------------------ | ------- | --------------- | -------------------- | ------- |
| 1.      | Östersund                 | 30. listopadu – 8. prosince 2019 | ●       |               |                           | ●                  | ●       | ●               | ●                    |         |
| 2.      | Hochfilzen                | 12. – 15. prosince 2019          | ●       | ●             |                           |                    | ●       |                 |                      |         |
| 3.      | Annecy - Le Grand Bornand | 16. – 22. prosince 2019          | ●       | ●             | ●                         |                    |         |                 |                      |         |
| 4.      | Oberhof                   | 6. – 12. ledna 2020              | ●       |               | ●                         |                    | ●       |                 |                      |         |
| 5.      | Ruhpolding                | 13. – 19. ledna 2020             | ●       | ●             |                           |                    | ●       |                 |                      |         |
| 6.      | Pokljuka                  | 20. – 26. ledna 2020             |         |               | ●                         | ●                  |         | ●               | ●                    |         |
| MS      | Anterselva (MS)           | 12. – 23. února 2020             | ●       | ●             | ●                         | ●                  | ●       | ●               | ●                    |         |
| 7.      | Nové Město na Moravě      | 2. – 8. března 2020              | ●       |               | ●                         |                    | ●       |                 |                      |         |
| 8.      | Kontiolahti               | 9. – 15. března 2020             | ●       | ●             |                           |                    |         | zrušeno         | zrušeno              |         |
| 9.      | Holmenkollen              | 16. – 22. března 2020            | zrušeno | zrušeno       | zrušeno                   | zrušeno            | zrušeno | zrušeno         | zrušeno              | zrušeno |
| Celkově | Celkově                   | Celkově                          | 8       | 5             | 5                         | 3                  | 6       | 3               | 3                    |         |

## Počet nasazených závodníků podle země
Podle toho, jak se státy umístily v hodnocení národů v ročníku 2018/2019, se určil nejvyšší počet žen a mužů, který může země nasadit do sprintu a vytrvalostního závodu. Dalších celkově osm závodníků lze nasadit na základě divoké karty, kterou uděluje IBU pro každý trimestr (tři po sobě jdoucí podniky) zvlášť.
Muži:
- 6 závodníků:  Norsko,  Francie,  Německo,  Rusko,  Rakousko ↑
- 5 závodníků:  Itálie ↓,  Švédsko,  Česko,  Švýcarsko ,  Ukrajina ↑
- 4 závodníci:  Bulharsko,  Bělorusko,  Slovinsko ↓,  Kanada,  USA,  Estonsko ↑,  Slovensko
- 3 závodníci:  Polsko,  Finsko ↓,  Litva,  Japonsko ↑,  Lotyšsko,  Kazachstán
- 2 závodníci:  Rumunsko ↓,  Belgie ↑
- 0 závodníků:  Jižní Korea ↓

Ženy:
- 6 závodnic:  Norsko,  Německo,  Francie,  Itálie,  Švédsko ↑
- 5 závodnic:  Rusko ↓,  Ukrajina,  Česko,  Švýcarsko,  Rakousko ↑
- 4 závodnice:  Bělorusko ↓,  Slovensko,  USA ↑,  Kanada,  Estonsko ↑,  Finsko
- 3 závodnice:  Japonsko ↓,  Bulharsko,  Čína ↑,  Jižní Korea,  Slovinsko,  Kazachstán ↓
- 2 závodnice:  Litva ↓,  Lotyšsko ↑
- 0 závodnic:   Rumunsko ↓

Šipky ↑ ↓ značí, zda se počet závodníků dané země oproti předcházejícímu ročníku světového poháru zvýšil nebo snížil.

## Světový pohár – pódiové umístění

### Muži
| Č.  | datum             | místo           | disciplína         | délka   | vítěz                          | druhé místo                    | třetí místo                    | žlutý trikot (po závodě)       |                                |
| --- | ----------------- | --------------- | ------------------ | ------- | ------------------------------ | ------------------------------ | ------------------------------ | ------------------------------ | ------------------------------ |
| 1.  | 1. prosince 2019  | Östersund       | sprint             | 10 km   | Johannes Thingnes Bø           | Tarjei Bø                      | Matvej Jelisejev               | J. T. Bø                       |                                |
| 2.  | 4. prosince 2019  | Östersund       | vytrvalostní závod | 20 km   | Martin Fourcade                | Simon Desthieux                | Quentin Fillon Maillet         | M. Fourcade                    |                                |
| 3.  | 13. prosince 2019 | Hochfilzen      | sprint             | 10 km   | Johannes Thingnes Bø           | Simon Desthieux                | Alexandr Loginov               | J. T. Bø                       |                                |
| 4.  | 14. prosince 2019 | Hochfilzen      | stíhací závod      | 12,5 km | Johannes Thingnes Bø           | Alexandr Loginov               | Émilien Jacquelin              | J. T. Bø                       |                                |
| 5.  | 19. prosince 2019 | Annecy          | sprint             | 10 km   | Benedikt Doll                  | Tarjei Bø                      | Quentin Fillon Maillet         | J. T. Bø                       |                                |
| 6.  | 21. prosince 2019 | Annecy          | stíhací závod      | 12,5 km | Johannes Thingnes Bø           | Quentin Fillon Maillet         | Vetle Sjåstad Christiansen     | J. T. Bø                       |                                |
| 7.  | 22. prosince 2019 | Annecy          | hromadný start     | 15 km   | Johannes Thingnes Bø           | Émilien Jacquelin              | Tarjei Bø                      | J. T. Bø                       |                                |
| 8.  | 10. ledna 2020    | Oberhof         | sprint             | 10 km   | Martin Fourcade                | Émilien Jacquelin              | Johannes Kühn                  | J. T. Bø                       |                                |
| 9.  | 12. ledna 2020    | Oberhof         | hromadný start     | 15 km   | Martin Fourcade                | Arnd Peiffer                   | Simon Desthieux                | M. Fourcade                    |                                |
| 10. | 16. ledna 2020    | Ruhpolding      | sprint             | 10 km   | Martin Fourcade                | Quentin Fillon Maillet         | Benedikt Doll                  | M. Fourcade                    |                                |
| 11. | 19. ledna 2020    | Ruhpolding      | stíhací závod      | 12,5 km | Martin Fourcade                | Quentin Fillon Maillet         | Vetle Sjåstad Christiansen     | M. Fourcade                    |                                |
| 12. | 23. ledna 2020    | Pokljuka        | vytrvalostní závod | 20 km   | Johannes Thingnes Bø           | Martin Fourcade                | Fabien Claude                  | M. Fourcade                    |                                |
| 13. | 26. ledna 2020    | Pokljuka        | hromadný start     | 15 km   | Quentin Fillon Maillet         | Benedikt Doll                  | Johannes Thingnes Bø           | M. Fourcade                    |                                |
| 14. | 15. února 2020    | Anterselva (MS) | sprint             | 10 km   | Alexandr Loginov               | Quentin Fillon Maillet         | Martin Fourcade                | M. Fourcade                    |                                |
| 15. | 16. února 2020    | Anterselva (MS) | stíhací závod      | 12,5 km | Émilien Jacquelin              | Johannes Thingnes Bø           | Alexandr Loginov               | M. Fourcade                    |                                |
| 16. | 19. února 2020    | Anterselva (MS) | vytrvalostní závod | 20 km   | Martin Fourcade                | Johannes Thingnes Bø           | Dominik Landertinger           | M. Fourcade                    |                                |
| 17. | 23. února 2020    | Anterselva (MS) | hromadný start     | 15 km   | Johannes Thingnes Bø           | Quentin Fillon Maillet         | Émilien Jacquelin              | M. Fourcade                    |                                |
| 18. | 6. března 2020    | Nové Město      | sprint             | 10 km   | Johannes Thingnes Bø           | Quentin Fillon Maillet         | Tarjei Bø                      | M. Fourcade                    |                                |
| 19. | 8. března 2020    | Nové Město      | hromadný start     | 15 km   | Johannes Thingnes Bø           | Émilien Jacquelin              | Arnd Peiffer                   | M. Fourcade                    |                                |
| 20. | 12. března 2020   | Kontiolahti     | sprint             | 10 km   | Johannes Thingnes Bø           | Martin Fourcade                | Émilien Jacquelin              | M. Fourcade                    |                                |
| 21. | 14. března 2020   | Kontiolahti     | stíhací závod      | 12,5 km | Martin Fourcade                | Quentin Fillon Maillet         | Émilien Jacquelin              | J. T. Bø                       |                                |
| 22. | 20. března 2020   | Oslo            | sprint             | 10 km   | zrušeno pro pandemii covidu-19 | zrušeno pro pandemii covidu-19 | zrušeno pro pandemii covidu-19 | zrušeno pro pandemii covidu-19 | zrušeno pro pandemii covidu-19 |
| 23. | 21. března 2020   | Oslo            | stíhací závod      | 12,5 km | zrušeno pro pandemii covidu-19 | zrušeno pro pandemii covidu-19 | zrušeno pro pandemii covidu-19 | zrušeno pro pandemii covidu-19 | zrušeno pro pandemii covidu-19 |
| 24. | 22. března 2020   | Oslo            | hromadný start     | 15 km   | zrušeno pro pandemii covidu-19 | zrušeno pro pandemii covidu-19 | zrušeno pro pandemii covidu-19 | zrušeno pro pandemii covidu-19 | zrušeno pro pandemii covidu-19 |

### Ženy
| Č.  | datum             | místo           | disciplína         | délka   | vítězka                        | druhé místo                    | třetí místo                    | žlutý trikot (po závodě)       |                                |
| --- | ----------------- | --------------- | ------------------ | ------- | ------------------------------ | ------------------------------ | ------------------------------ | ------------------------------ | ------------------------------ |
| 1.  | 1. prosince 2019  | Östersund       | sprint             | 7,5 km  | Dorothea Wiererová             | Marte Røiselandová             | Markéta Davidová               | Wiererová                      |                                |
| 2.  | 5. prosince 2019  | Östersund       | vytrvalostní závod | 15 km   | Justine Braisazová             | Julija Džymová                 | Julia Simonová                 | Wiererová                      |                                |
| 3.  | 13. prosince 2019 | Hochfilzen      | sprint             | 7,5 km  | Dorothea Wiererová             | Ingrid Landmark Tandrevoldová  | Světlana Mironovová            | Wiererová                      |                                |
| 4.  | 15. prosince 2019 | Hochfilzen      | stíhací závod      | 10 km   | Tiril Eckhoffová               | Hanna Öbergová                 | Ingrid Landmark Tandrevoldová  | Wiererová                      |                                |
| 5.  | 20. prosince 2019 | Annecy          | sprint             | 7,5 km  | Tiril Eckhoffová               | Justine Braisazová             | Markéta Davidová               | Wiererová                      |                                |
| 6.  | 21. prosince 2019 | Annecy          | stíhací závod      | 10 km   | Tiril Eckhoffová               | Ingrid Landmark Tandrevoldová  | Lena Häckiová                  | Tandrevoldová                  |                                |
| 7.  | 22. prosince 2019 | Annecy          | hromadný start     | 12,5 km | Tiril Eckhoffová               | Dorothea Wiererová             | Linn Perssonová                | Wiererová                      |                                |
| 8.  | 9. ledna 2020     | Oberhof         | sprint             | 7,5 km  | Marte Røiselandová             | Denise Herrmannová             | Julia Simonová                 | Wiererová                      |                                |
| 9.  | 12. ledna 2020    | Oberhof         | hromadný start     | 12,5 km | Kaisa Mäkäräinenová            | Tiril Eckhoffová               | Marte Røiselandová             | Wiererová                      |                                |
| 10. | 15. ledna 2020    | Ruhpolding      | sprint             | 7,5 km  | Tiril Eckhoffová               | Hanna Öbergová                 | Dorothea Wiererová             | Eckhoffová                     |                                |
| 11. | 19. ledna 2020    | Ruhpolding      | stíhací závod      | 10 km   | Tiril Eckhoffová               | Paulína Fialková               | Hanna Öbergová                 | Eckhoffová                     |                                |
| 12. | 24. ledna 2020    | Pokljuka        | vytrvalostní závod | 15 km   | Denise Herrmannová             | Hanna Öbergová                 | Anaïs Bescondová               | Eckhoffová                     |                                |
| 13. | 26. ledna 2020    | Pokljuka        | hromadný start     | 12,5 km | Hanna Öbergová                 | Lisa Vittozziová               | Anaïs Bescondová               | Eckhoffová                     |                                |
| 14. | 14. února 2020    | Anterselva (MS) | sprint             | 7,5 km  | Marte Røiselandová             | Susan Dunkleeová               | Lucie Charvátová               | Wiererová                      |                                |
| 15. | 16. února 2020    | Anterselva (MS) | stíhací závod      | 10 km   | Dorothea Wiererová             | Denise Herrmannová             | Marte Røiselandová             | Wiererová                      |                                |
| 16. | 18. února 2020    | Anterselva (MS) | vytrvalostní závod | 15 km   | Dorothea Wiererová             | Vanessa Hinzová                | Marte Røiselandová             | Wiererová                      |                                |
| 17. | 23. února 2020    | Anterselva (MS) | hromadný start     | 12,5 km | Marte Røiselandová             | Dorothea Wiererová             | Hanna Öbergová                 | Wiererová                      |                                |
| 18. | 5. března 2020    | Nové Město      | sprint             | 7,5 km  | Denise Herrmannová             | Anaïs Bescondová               | Markéta Davidová               | Wiererová                      |                                |
| 19. | 8. března 2020    | Nové Město      | hromadný start     | 12,5 km | Tiril Eckhoffová               | Hanna Öbergová                 | Franziska Preussová            | Wiererová                      |                                |
| 20. | 12. března 2020   | Kontiolahti     | sprint             | 7,5 km  | Denise Herrmannová             | Franziska Preussová            | Tiril Eckhoffová               | Wiererová                      |                                |
| 21. | 14. března 2020   | Kontiolahti     | stíhací závod      | 10 km   | Julia Simonová                 | Selina Gasparinová             | Lisa Vittozziová               | Wiererová                      |                                |
| 22. | 20. března 2020   | Oslo            | sprint             | 7,5 km  | zrušeno pro pandemii covidu-19 | zrušeno pro pandemii covidu-19 | zrušeno pro pandemii covidu-19 | zrušeno pro pandemii covidu-19 | zrušeno pro pandemii covidu-19 |
| 23. | 21. března 2020   | Oslo            | stíhací závod      | 10 km   | zrušeno pro pandemii covidu-19 | zrušeno pro pandemii covidu-19 | zrušeno pro pandemii covidu-19 | zrušeno pro pandemii covidu-19 | zrušeno pro pandemii covidu-19 |
| 24. | 22. března 2020   | Oslo            | hromadný start     | 12,5 km | zrušeno pro pandemii covidu-19 | zrušeno pro pandemii covidu-19 | zrušeno pro pandemii covidu-19 | zrušeno pro pandemii covidu-19 | zrušeno pro pandemii covidu-19 |

## Konečné pořadí Světového poháru

### Pořadí jednotlivců
Konečné pořadí po 21 z 24 plánovaných závodů
| Muži   | Muži                       | Muži |
| Pořadí | Jméno                      | Body |
| ------ | -------------------------- | ---- |
| 1.     | Johannes Thingnes Bø       | 913  |
| 2.     | Martin Fourcade            | 911  |
| 3.     | Quentin Fillon Maillet     | 843  |
| 4.     | Tarjei Bø                  | 740  |
| 5.     | Émilien Jacquelin          | 726  |
| 6.     | Simon Desthieux            | 672  |
| 7.     | Alexandr Loginov           | 629  |
| 8.     | Benedikt Doll              | 613  |
| 9.     | Johannes Dale              | 576  |
| 10.    | Vetle Sjåstad Christiansen | 566  |
| 21.    | Michal Krčmář              | 308  |
| 26.    | Ondřej Moravec             | 258  |
| 54.    | Jakub Štvrtecký            | 68   |
| 70.    | Adam Václavík              | 30   |
| 84.    | Michal Šlesingr            | 12   |
| 87.    | Tomáš Krupčík              | 7    |

| Ženy   | Ženy                          | Ženy |
| Pořadí | Jméno                         | Body |
| ------ | ----------------------------- | ---- |
| 1.     | Dorothea Wiererová            | 793  |
| 2.     | Tiril Eckhoffová              | 786  |
| 3.     | Denise Herrmannová            | 745  |
| 4.     | Hanna Öbergová                | 741  |
| 5.     | Marte Røiselandová            | 597  |
| 6.     | Franziska Preussová           | 573  |
| 7.     | Ingrid Landmark Tandrevoldová | 554  |
| 8.     | Julia Simonová                | 551  |
| 9.     | Justine Braisazová            | 547  |
| 10.    | Lisa Vittozziová              | 528  |
| 14.    | Markéta Davidová              | 478  |
| 27.    | Lucie Charvátová              | 246  |
| 35.    | Eva Puskarčíková              | 208  |
| 65.    | Jessica Jislová               | 48   |

### Pořadí národů
Konečné pořadí po 23 z 26 plánovaných závodů
| Muži   | Muži      | Muži |
| Pořadí | Země      | Body |
| ------ | --------- | ---- |
| 1.     | Norsko    | 8192 |
| 2.     | Francie   | 7885 |
| 3.     | Německo   | 7221 |
| 4.     | Rusko     | 6896 |
| 5.     | Rakousko  | 5982 |
| 6.     | Švédsko   | 5887 |
| 7.     | Ukrajina  | 5822 |
| 8.     | Itálie    | 5699 |
| 9.     | Česko     | 5596 |
| 10.    | Bělorusko | 5551 |

| Ženy   | Ženy      | Ženy |
| Pořadí | Země      | Body |
| ------ | --------- | ---- |
| 1.     | Norsko    | 7865 |
| 2.     | Německo   | 7201 |
| 3.     | Francie   | 7058 |
| 4.     | Švédsko   | 6896 |
| 5.     | Rusko     | 6479 |
| 6.     | Ukrajina  | 6371 |
| 7.     | Švýcarsko | 6253 |
| 8.     | Itálie    | 6239 |
| 9.     | Česko     | 5857 |
| 10.    | Rakousko  | 5806 |

### Sprint
Konečné pořadí po 8 z 9 plánovaných závodů
| Muži             | Muži                   | Muži |
| Pořadí           | Jméno                  | Body |
| ---------------- | ---------------------- | ---- |
| Zlatá medaile    | Martin Fourcade        | 360  |
| Stříbrná medaile | Quentin Fillon Maillet | 324  |
| Bronzová medaile | Johannes Thingnes Bø   | 323  |
| 4.               | Tarjei Bø              | 307  |
| 5.               | Simon Desthieux        | 284  |
| 6.               | Alexandr Loginov       | 274  |
| 7.               | Émilien Jacquelin      | 274  |
| 8.               | Benedikt Doll          | 249  |
| 9.               | Matvej Jelisejev       | 230  |
| 10.              | Johannes Kuehn         | 217  |

| Ženy             | Ženy                | Ženy |
| Pořadí           | Jméno               | Body |
| ---------------- | ------------------- | ---- |
| Zlatá medaile    | Denise Herrmannová  | 314  |
| Stříbrná medaile | Dorothea Wiererová  | 305  |
| Bronzová medaile | Tiril Eckhoffová    | 283  |
| 4.               | Marte Røiselandová  | 248  |
| 5.               | Hanna Öbergová      | 245  |
| 6.               | Franziska Preussová | 215  |
| 7.               | Lisa Vittozziová    | 214  |
| 8.               | Markéta Davidová    | 212  |
| 9.               | Julia Simonová      | 211  |
| 10.              | Paulína Fialková    | 191  |

### Stíhací závod
Konečné pořadí po 5 z 6 plánovaných závodů
| Muži             | Muži                       | Muži |
| Pořadí           | Jméno                      | Body |
| ---------------- | -------------------------- | ---- |
| Zlatá medaile    | Émilien Jacquelin          | 232  |
| Stříbrná medaile | Martin Fourcade            | 230  |
| Bronzová medaile | Quentin Fillon Maillet     | 230  |
| 4.               | Johannes Thingnes Bø       | 217  |
| 5.               | Alexandr Loginov           | 197  |
| 6.               | Tarjei Bø                  | 178  |
| 7.               | Simon Desthieux            | 171  |
| 8.               | Vetle Sjåstad Christiansen | 169  |
| 9.               | Arnd Peiffer               | 167  |
| 10.              | Erlend Bjøntegaard         | 147  |

| Ženy             | Ženy                          | Ženy |
| Pořadí           | Jméno                         | Body |
| ---------------- | ----------------------------- | ---- |
| Zlatá medaile    | Tiril Eckhoffová              | 232  |
| Stříbrná medaile | Dorothea Wiererová            | 186  |
| Bronzová medaile | Ingrid Landmark Tandrevoldová | 185  |
| 4.               | Hanna Öbergová                | 168  |
| 5.               | Denise Herrmannová            | 155  |
| 6.               | Paulína Fialková              | 149  |
| 7.               | Kaisa Mäkäräinenová           | 146  |
| 8.               | Julia Simonová                | 144  |
| 9.               | Justine Braisazová            | 137  |
| 10.              | Franziska Preussová           | 133  |

### Vytrvalostní závod
Koneční pořadí po 3 závodech
| Muži             | Muži                   | Muži |
| Pořadí           | Jméno                  | Body |
| ---------------- | ---------------------- | ---- |
| Zlatá medaile    | Martin Fourcade        | 174  |
| Stříbrná medaile | Johannes Thingnes Bø   | 145  |
| Bronzová medaile | Quentin Fillon Maillet | 120  |
| 4.               | Tarjei Bø              | 114  |
| 5.               | Fabien Claude          | 106  |
| 6.               | Benjamin Weger         | 99   |
| 7.               | Benedikt Doll          | 85   |
| 8.               | Alexandr Loginov       | 83   |
| 9.               | Lukas Hofer            | 78   |
| 10.              | Johannes Dale          | 77   |

| Ženy             | Ženy                | Ženy |
| Pořadí           | Jméno               | Body |
| ---------------- | ------------------- | ---- |
| Zlatá medaile    | Hanna Öbergová      | 128  |
| Stříbrná medaile | Dorothea Wiererová  | 114  |
| Bronzová medaile | Justine Braisazová  | 112  |
| 4.               | Denise Herrmannová  | 112  |
| 5.               | Franziska Preussová | 109  |
| 6.               | Marte Røiselandová  | 99   |
| 7.               | Monika Hojniszová   | 96   |
| 8.               | Vanessa Hinzová     | 91   |
| 9.               | Larisa Kuklinová    | 86   |
| 10.              | Julija Džymová      | 85   |

### Závod s hromadným startem
Průběžné pořadí po 5 z 6 plánovaných závodů
| Muži             | Muži                       | Muži |
| Pořadí           | Jméno                      | Body |
| ---------------- | -------------------------- | ---- |
| Zlatá medaile    | Johannes Thingnes Bø       | 229  |
| Stříbrná medaile | Quentin Fillon Maillet     | 216  |
| Bronzová medaile | Martin Fourcade            | 203  |
| 4.               | Johannes Dale              | 189  |
| 5.               | Arnd Peiffer               | 186  |
| 6.               | Émilien Jacquelin          | 170  |
| 7.               | Vetle Sjåstad Christiansen | 167  |
| 8.               | Tarjei Bø                  | 166  |
| 9.               | Simon Desthieux            | 163  |
| 10.              | Benedikt Doll              | 150  |

| Ženy             | Ženy                | Ženy |
| Pořadí           | Jméno               | Body |
| ---------------- | ------------------- | ---- |
| Zlatá medaile    | Dorothea Wiererová  | 223  |
| Stříbrná medaile | Tiril Eckhoffová    | 210  |
| Bronzová medaile | Hanna Öbergová      | 200  |
| 4.               | Kaisa Mäkäräinenová | 195  |
| 5.               | Anaïs Bescondová    | 172  |
| 6.               | Denise Herrmannová  | 164  |
| 7.               | Monika Hojniszová   | 151  |
| 8.               | Marte Røiselandová  | 146  |
| 9.               | Justine Braisazová  | 136  |
| 10.              | Lisa Vittozziová    | 135  |

### Štafeta
Konečné pořadí po 6 závodech
| Muži             | Muži      | Muži |
| Pořadí           | Jméno     | Body |
| ---------------- | --------- | ---- |
| Zlatá medaile    | Norsko    | 348  |
| Stříbrná medaile | Francie   | 302  |
| Bronzová medaile | Německo   | 264  |
| 4.               | Rusko     | 253  |
| 5.               | Ukrajina  | 216  |
| 6.               | Slovinsko | 216  |
| 7.               | Švédsko   | 212  |
| 8.               | Bělorusko | 209  |
| 9.               | Rakousko  | 207  |
| 10.              | Itálie    | 203  |

| Ženy             | Ženy      | Ženy |
| Pořadí           | Jméno     | Body |
| ---------------- | --------- | ---- |
| Zlatá medaile    | Norsko    | 360  |
| Stříbrná medaile | Švýcarsko | 260  |
| Bronzová medaile | Německo   | 260  |
| 4.               | Francie   | 257  |
| 5.               | Švédsko   | 249  |
| 6.               | Ukrajina  | 242  |
| 7.               | Rusko     | 234  |
| 8.               | Česko     | 202  |
| 9.               | Itálie    | 196  |
| 10.              | Polsko    | 186  |

### Smíšená štafeta spolu se závodem dvojic
Průběžné pořadí po 6 z 8 plánovaných závodů
| Pořadí           | Země      | Body |
| ---------------- | --------- | ---- |
| Zlatá medaile    | Norsko    | 307  |
| Stříbrná medaile | Francie   | 272  |
| Bronzová medaile | Německo   | 265  |
| 4.               | Švédsko   | 250  |
| 5.               | Itálie    | 234  |
| 6.               | Rakousko  | 226  |
| 7.               | Rusko     | 217  |
| 8.               | Švýcarsko | 206  |
| 9.               | Estonsko  | 194  |
| 10.              | Česko     | 190  |

## Medailové pořadí zemí
| Pořadí | Země      | 1. místo | 2. místo | 3. místo | Celkově |
| ------ | --------- | -------- | -------- | -------- | ------- |
| 1.     | Norsko    | 32       | 12       | 11       | 55      |
| 2.     | Francie   | 15       | 20       | 16       | 51      |
| 3.     | Itálie    | 5        | 4        | 3        | 12      |
| 4.     | Německo   | 4        | 10       | 8        | 22      |
| 5.     | Švédsko   | 2        | 5        | 6        | 13      |
| 6.     | Rusko     | 1        | 2        | 4        | 7       |
| 7.     | Finsko    | 1        | 0        | 0        | 1       |
| 8.     | Švýcarsko | 0        | 2        | 3        | 5       |
| 9.     | Ukrajina  | 0        | 2        | 1        | 3       |
| 10.    | Slovensko | 0        | 1        | 0        | 1       |
| 10.    | Estonsko  | 0        | 1        | 0        | 1       |
| 10.    | USA       | 0        | 1        | 0        | 1       |
| 13.    | Česko     | 0        | 0        | 5        | 5       |
| 14.    | Rakousko  | 0        | 0        | 3        | 3       |
|        | Celkem    | 60       | 60       | 60       | 180     |